# Stefano Lavarini
Stefano Lavarini, född 17 januari 1979 i Omegna i Italien, är en volleybolltränare (på damsidan). 
Lavarini började sin tränarkarriär redan 1995 som assisterande ungdomstränare för den lokala klubben Omegna Pallavolo. Han fortsatt 1999 till AGIL Volley där han liksom tidigare var ungdomstränare, medan även var assisterande tränare för seniorlaget. Han fortsatte med roller som ungdomstränare och assisterande tränare för klubbar fram till 2007, med undantag för säsongen 2003/2004 då tränade Centro Volley Spezia i serie C. Därefter var han assisterande förbundskapten för Italiens damjuniorlandslag i volleyboll samt assisterande tränare för förbundslaget Club Italia. 
Lavarini blev säsongen 2010/2011 assisterande tränare till Davide Mazzanti i Volley Bergamo och tog 2012/2013 över som huvudtränare för dess serie A1-lag. Han stannade i klubben till 2017 då han blev tränare för Minas Tênis Clube i Brasilien. Under de två år han tränade klubben vann de brasilianska mästerskapet 2018/2019 och sydamerikanska mästerskapet bägge säsongerna.
Efter att han lämnade klubben 2019 blev han både förbundskapten för Sydkorea (inför OS 2020) och tränare för UYBA Volley. Han lämnade UYBA Volley efter en säsong för att ta över AGIL Volley, som han tränade till 2023. Sedan dess tränar han Fenerbahçe SK, med vilka han vann turkiska mästerskapet och turkiska cupen 2023/2024. Sedan 2022 är han förbundskapten för Polen.